# تيوفيلو باريوس
تيوفيلو باريوس (بالإسبانية: Teófilo Barrios)‏ (23 يوليو 1964 بكاغوازو في باراغواي - ) هو مدرب كرة قدم ولاعب كرة قدم باراغواياني في مركز الدفاع. شارك مع منتخب باراغواي لكرة القدم. أما مع النوادي، فقد لعب مع سيرو بورتينيو ونادي لانوس وتاليريس كوردوبا.

## وصلات خارجية
- تيوفيلو باريوس على موقع الاتحاد الدولي (مؤرشف)  (الإنجليزية)
- تيوفيلو باريوس على موقع قاعدة بيانات كرة القدم.إي يو (الإنجليزية)
- تيوفيلو باريوس على موقع ناشيونال فوتبول تيمز (الإنجليزية)